# Golda
Golda (prt: Golda; bra: Golda - A Mulher de uma Nação) é um drama biográfico de 2023 dirigido por Guy Nattiv e escrito por Nicholas Martin. O filme retrata a vida de Golda Meir, a 4ª Primeira-Ministra de Israel, particularmente durante a Guerra do Yom Kippur. É estrelado por Helen Mirren, Camille Cottin e Liev Schreiber.
Teve sua estreia mundial no Festival Internacional de Cinema de Berlim de 2023 em 20 de fevereiro de 2023. Foi lançado nos Estados Unidos pela Bleecker Street e Shivhans Pictures em 25 de agosto de 2023 e foi lançado no Reino Unido e Irlanda pela Vertical Entertainment e MetFilm. Distribuição em 6 de outubro de 2023. O filme recebeu indicação de Melhor Maquiagem e Penteados no 96º Oscar.

## Elenco
- Helen Mirren como Golda Meir, Primeira-Ministra de Israel
- Camille Cottin como Lou Kaddar, secretária particular de Golda Meir
- Rami Heuberger como Moshe Dayan, Ministro da Defesa de Israel
- Rotem Keinan como Zvi Zamir, diretor de Mossad
- Emma Davies como Miss Epstein, datilógrafa do Gabinete do Primeiro Ministro
- Lior Ashkenazi como Lt. Gen. David "Dado" Elazar, o Chefe do Estado-Maior Geral
- Dominic Mafham como Lt. Gen. Haim Bar-Lev, Comandante, Comando Sul
- Dvir Benedek como Maj. Gen. Eli Zeira, Diretor de Inteligência Militar
- Ed Stoppard como Maj. Gen. Benny Peled, Comandante da Força Aérea Israelense
- Ohad Knoller como Maj. Gen. Ariel "Arik" Sharon, Comandante, 143ª Divisão, IDF
- Liev Schreiber como Henry Kissinger, Secretário de Estado dos Estados Unidos
- Jaime Ray Newman como secretário de Henry Kissinger

## Produção

### Desenvolvimento
Em abril de 2021, foi anunciado que Helen Mirren iria estrelar, com Guy Nattiv para dirigir, um roteiro de Nicholas Martin. Em novembro de 2021, Camille Cottin, Rami Heuberger, Lior Ashkenazi, Ellie Piercy, Ed Stoppard, Rotem Keinan, Dvir Benedek, Dominic Mafham, Ben Caplan, Kit Rakusen e Emma Davies se juntaram ao elenco. Em janeiro de 2022, Liev Schreiber anunciou seu envolvimento.

### Filmagens
As filmagens começaram em 8 de novembro de 2021, em Londres, Reino Unido.

### Controvérsia de elenco
Helen Mirren foi escalada como Golda Meir a mando do neto de Meir, Gideon. Em janeiro de 2022, a atriz britânica Maureen Lipman e outros criticaram a escolha do elenco por Mirren não ser judia, afirmando: "Tenho certeza que ela será maravilhosa, mas nunca seria permitido a Ben Kingsley interpretar Nelson Mandela. Você simplesmente não conseguia nem ir lá". No mês seguinte, Mirren respondeu dizendo que Lipman era "totalmente legítimo" para criticar seu elenco, e ela havia discutido a decisão de escalá-la para o filme com o diretor Nattiv.

## Lançamento
Em julho de 2021, Bleecker Street e ShivHans Pictures adquiriram os direitos de distribuição do filme nos Estados Unidos. Em agosto de 2023, a Vertical Entertainment adquiriu os direitos de distribuição no Reino Unido e na Irlanda em parceria com a MetFilm Distribution. Teve sua estreia mundial no 73º Festival Internacional de Cinema de Berlim em 20 de fevereiro de 2023. Também foi exibido no Festival de Cinema de Jerusalém em 13 de julho de 2023. Foi lançado em Israel em 24 de agosto de 2023, pela United King Films, e nos Estados Unidos no dia seguinte, em 25 de agosto de 2023. O filme foi lançado nos cinemas no Reino Unido e na Irlanda em 6 de outubro de 2023.
Golda foi lançado para plataformas digitais em 19 de setembro de 2023, seguido por um lançamento em Blu-ray e DVD em 17 de outubro de 2023.